# Calvin Chen
Calvin Chen Yi Ru (Chino tradicional: 辰 亦 儒, pinyin: Yiru Chen, 10 de noviembre de 1980) es un cantante, actor y presentador taiwanés. Fue miembro de la popular banda taiwanesa Fahrenheit. 

## Biografía
Habla los idiomas mandarín e inglés, también entiende el coreano y japonés. 
Después de graduarse del "Jianguo High School" (una de las mejores escuelas de Taiwán), continuó su educación en la Universidad de Simon Fraser en Canadá. También completó un grado en Economía en la Universidad de Victoria. 
Más tarde se unió a la Universidad Nacional de Chengchi, en la carrera de finanzas públicas, sin embargo lo abandonó para concentrarse en su carrera como actor.
Es buen amigo de Wu Chun y Jiro Wang sus compañeros de "Fahrenheit", así como de la actriz Joanne Tseng.
El 23 de enero de 2020 anunció que se había casado con la cantante y actriz taiwanesa Joanne Tseng, con quien había estado saliendo por casi diez años.

## Carrera
Es miembro de la agencia "HIM International Music".
Calvin participó en un concurso de belleza titulado "Sunshine Boyz" en Vancouver, donde ganó el primer premio, el cual incluyó una viaje gratuito a Taiwán, un contrato con una compañía de música y un personaje en un drama en el 2004. 
En diciembre de 2005 se convirtió en el tercer miembro en unirse a la banda taiwanesa "Fahrenheit", junto a Aaron Yan, Wu Chun y Jiro Wang, hasta la separación del grupo en el 2012.
En octubre del 2008 lanzó su marca de ropa "WOW".

## Filmografía

### Series de televisión
| Año  | Título                       | Personaje                                    | Notas        |
| ---- | ---------------------------- | -------------------------------------------- | ------------ |
| 2005 | KO One (終極一班)            | Wang Ya Se / 王亞瑟                          | 21 episodios |
| 2007 | The X-Family (終極一家)      | Lan Ling Wang / 蘭陵王 / Wang Ya Se / 王亞瑟 | 2 episodios  |
| 2007 | Romantic Princess (公主小妹) | Nan Feng Cai / 南風彩 / Ayato Shido          | 13 episodios |
| 2009 | K.O.3an Guo (終極三國)       | Wang Ya Se / 王亞瑟                          | ep. #1.1     |
| 2009 | Momo Love (桃花小妹)         | Xue Zhi Qiang                                | 8 episodios  |
| 2010 | Love Buffet                  | Xing Da Ye                                   | 13 episodios |
| 2011 | Sunshine Angel (Sunny Girl)  | Calvin Chen                                  |              |
| 2012 | When Love Walked In          | Qin Yu Jiang                                 | 32 episodios |
| 2013 | Lucky Touch                  | He Shao Ran                                  |              |

### Películas
| Año  | Título          | Personaje | Notas                                    |
| ---- | --------------- | --------- | ---------------------------------------- |
| 2013 | 3 Peas In A Pod | Perry     | junto a Alexander Lee Eusebio y Jae Liew |

### Programa de variedades
| Año  | Programa                           | Notas                        |
| ---- | ---------------------------------- | ---------------------------- |
| 2013 | Happy Camp                         | invitado                     |
| 2008 | Sunshine Nation 2008               | junto a Aaron Yan - invitado |
| 2008 | Pinoy Dream Academy 4th Gala Night | junto a Wu Chun              |
| 2008 | The Buzz                           | invitado                     |
| 2008 | ASAP '08                           | junto a Wu Chun - invitado   |
| 2008 | Entertainment Live                 | invitado                     |
| 2008 | Us Girls                           | invitado                     |

## Discografía
| Año  | Artista     | Canción             | Notas |
| ---- | ----------- | ------------------- | ----- |
| 2014 | Calvin Chen | "How Has Love Been" |       |